# 浜海義山駅
浜海義山駅（ひんかいぎさんえき）は、台湾新北市淡水区にある新北捷運淡海軽軌緑山線の駅。
駅は浜海路二段と義山路一段の交差点西側に設置され、駅番号はV08。

## 歴史
- 2014年8月13日 - 当駅を含む工区起工[1]。
- 2016年5月13日 - 駅名確定[2]。
- 2018年
  - 4月 - 駅番号変更（G5→V08）[3]。
  - 12月24日 - 開業[4]。

## 駅構造
島式ホーム1面2線の地上駅。
| 地上 | 北行き 1番線                           | ←緑山線 崁頂方面（浜海沙崙駅）        |
| 地上 | 北行き 1番線                           | ←藍海線 淡水漁人碼頭方面直通          |
| 地上 | 島式ホーム、車両左側のドアが開閉する。 |                                       |
| 地上 | 南行き 2番線                           | →緑山線 紅樹林方面（淡水行政中心駅）→ |

## 利用状況
| 年   | 年間利用客数 | 年間利用客数 | 年間利用客数 | 年間利用客数 | 1日平均 | 1日平均 |
| 年   | 乗車         | 下車         | 乗降計       | 出典         | 乗車    | 乗降    |
| ---- | ------------ | ------------ | ------------ | ------------ | ------- | ------- |
| 2018 | 資料なし     | 資料なし     | 資料なし     | [ 注 2 ]     | -       | -       |
| 2019 | 146,000      | 197,000      | 343,000      | [ 注 3 ]     | 437     | 1,027   |
| 2020 | 178,000      | 230,000      | 408,000      | [ 7 ]        | 486     | 1,115   |
| 2021 | 217,000      | 258,000      | 475,000      | [ 8 ]        | 595     | 1,301   |

## 駅周辺
- YouBike（新北市公共自転車（中国語版））軽軌浜海義山駅

## 隣の駅
新北捷運
■淡海軽軌緑山線
淡水行政中心駅 (V07) - 浜海義山駅 (V08) - 浜海沙崙駅 (V09)

### 註釈
1. ↑  ただし各年の『新北市捷運統計年報』では、年間の数値が千人単位での公表であり、1日平均の場合は誤差が出ることを考慮する必要がある。
2. ↑  無料期間
3. ↑  平均は2月1日の有料化後、334日間で算出[6]